# Революция цен

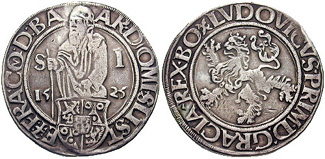
Йоахимсталер 1525 года

Революция цен (англ. Price revolution; нем. Preisrevolution) — процесс значительного повышения товарных цен вследствие падения стоимости благородных металлов, выполняющих функцию всеобщего эквивалента — денег.

## История
В истории мировой экономики отмечались два случая скачкообразного роста цен, связанных с падением стоимости благородных металлов:
1. После открытия Америки в европейские страны стало поступать много золота и серебра из Мексики и Перу. С 1503 по 1660 г. в Испанию было доставлено 16 тысяч тонн серебра и 185 тонн золота[1]. Этому предшествовал резкий технологический скачок в горнорудной отрасли. В частности, в это время был открыт процесс амальгамирования, позволивший существенно удешевить добычу благородных металлов из бедных руд. Это повлекло за собой существенный рост добычи серебра в Центральной Европе (Венгрия, Чехия, Германия), где производство выросло в пять раз за период с 1460 по 1530 годы. Но пик роста цен был связан именно с притоком серебра из колоний. За 50 лет с начала XVI века производство серебра возросло более чем в 6 раз. Так, если в 1493—1520 среднегодовое производство серебра составляло 1,51 млн тройских унций (45 000 кг), то за период 1545—60 его добыча возросла до 10 млн тройских унций (300 000 кг) в среднем за год. Это вызвало повышение товарных цен к концу века в 2,5 — 4 раза. Наблюдалось только в Европе и тесно связанных с ней регионах мира.
2. После того, как в конце 1840-х годов началась разработка калифорнийских (а затем и австралийских) золотых рудников, добыча золота возросла более чем в 6 раз, а цена золота упала по всему миру на 25-50 %

## Количественная теория денег
С повышением цен в результате прилива больших масс золота и серебра непосредственно связано возникновение количественной теории денег, согласно которой увеличение количества денег в обращении выступает причиной роста цен. Первым рассмотрел вопросы денежной теории англичанин Айзек Джервэйз в трактате «Система, или Теория мировой торговли» (1720 год).

## Влияние первой революции цен на отдельные страны и регионы

### Испания
Поскольку Испанской империи принадлежали Мексика и Перу и она была основным получателем колониальных богатств (1600 год — 83 %), то именно она первой и в наибольшей степени испытала революцию цен. Огромное количество благородного металла поступало в государственную казну напрямую с добытого в колониях металла (королевская пятая часть) и опосредованно через безмерно раздутые налоги (Алькабала). Эти средства расходовались на содержание огромных войск наёмников и многочисленные войны Габсбургов по всему миру и таким образом изымались из экономики страны. Другую часть ценностей получали купцы из Севильи, имевшие монополию на торговлю в Индии, как в Испании называли Новый Свет. Несмотря на многочисленные запреты, эти средства уходили из экономики страны путём импорта товаров, предназначенных для колоний (сама Испания не имела сколь-нибудь крупного промышленного или даже ремесленного производства), и через контрабанду. Помимо того, возможность лёгкого обогащения в колониях привлекала туда экономически активные слои населения. Это наряду с непрестанными войнами и безмерными (и вдобавок регрессивными) налогами разоряло самостоятельные крестьянские хозяйства (поскольку налоги собирались с имущества), ремесленников и всех тех, кто не был связан с колониальной торговлей, американскими рудниками и Местой (имевшей значительные налоговые привилегии). Парадоксально, но следствием непомерного обогащения страны стал коллапс денежного обращения и деградация экономики.

### Западная Европа
В отличие от Испании, в остальной Западной Европе господствовала политика меркантилизма, и налоги были не столь разорительны для горожан. Наиболее сильно от революции цен выиграли Нидерланды (являвшиеся на тот момент экономическим центром Испанской империи), в меньшей степени Англия, Ганза, северная Италия (в особенности Генуэзская республика, бывшая основным кредитором испанских Габсбургов) и верхненемецкие торговые дома. Удорожание предметов широкого потребления привело к падению реальных доходов людей, живших на заработную плату, рост которой не поспевал за ростом цен. Так, в Англии за XVI век цены на товары в среднем повысились на 155 %, а заработная плата наемных рабочих — только на 30 %. Зато от революции цен много выиграла нарождающаяся буржуазия: рабочая сила подешевела, а выпускаемая продукция, наоборот, подорожала. Помимо того, с притоком дешёвых денег существенно упали ставки по кредитам (именно с этим прежде всего связан успех Нидерландов). Революция цен оказалась выгодной и зависимому крестьянству, поскольку с падением покупательной силы денег уменьшались реальные размеры денежного оброка, а цены на крестьянские сельскохозяйственные продукты баснословно выросли. Зато в результате повышения цен серьёзно проигрывали феодалы, размер денежной ренты которых был фиксирован, а жизнь подорожала. Кроме того, удешевление благородных металлов, бывших в XVI—XVIII веках основным предметом экспорта из Европы в Азию, позволило резко активизировать торговлю с Ост-Индией. Ползучая инфляция стала тем стимулом, который привёл в конечном итоге к промышленной революции.

### Восточная Европа и Прибалтика
В странах, расположенных к северу от Дуная и к востоку от Эльбы, имелись свои особенности революции цен. В первую очередь эти страны не были напрямую связаны ни с Америкой, ни с Испанией (основным поставщиком серебра в Европу). Поэтому инфляция здесь началась значительно позже (только с конца XVI века) и была не столь быстрой и сильной. Кроме того, феодальная система этих стран не только не клонилась к упадку, как на западе, но и даже ещё не обрела законченную форму. Начавшее развиваться в северо-западной Европе мануфактурное производство требовало сырья (шерсти, льна, пеньки, корабельного леса, железа), которое и стало основным предметом вывоза из Восточной Европы. Преимущественно сельскохозяйственная направленность экспорта способствовала «развитию» именно этих отраслей. Происходил известный экономический рецидив, который может быть назван аграризацией экономики, расширение и усиление барщинного режима (поскольку феодальные повинности здесь не были фиксированы). Лишь в Швеции, ставшей с этого времени основным поставщиком железа и корабельного леса, произошёл серьёзный подъём металлургии. Это, наряду с неэффективностью здесь барщинного хозяйства, немало способствовало дальнейшему военному и политическому усилению шведской монархии. В Речи Посполитой усиление барщинной системы привело к деградации городов и чрезмерному усилению шляхты. Как следствие — ослабление королевской власти и затянувшийся политико-экономический кризис.

### Османская империя и Балканы
В Османской империи революция цен вызвала инфляционное давление, которое значительно повлияло на экономику, изменив сельскохозяйственную организацию, государственные финансы и усилив коррупцию. Хотя инфляция не была единственной причиной экономических потрясений в империи, она способствовала перераспределению богатства и власти, обогащая одни социальные классы за счет других и усиливая страхи краха всей империи. Обесценивание акче в 1586 году, когда содержание серебра в монете было сокращено на 44%, вызвало беспорядки, включая мятеж янычар в Каире, закончившийся казнью высокопоставленных чиновников. 
Финансовое состояние Османской империи ухудшилось также из-за сочетания длительных войн, увеличившихся расходов на роскошные дворцовые проекты, а также роста коррупции и неспособности адаптировать налоговую систему к инфляции. Переход от тимарной системы к содержанию профессиональных солдат увеличил нагрузку на казну, а инфляция и нехватка товаров замедлили промышленный рост, делая экономику все более зависимой от сырьевого экспорта. Одновременно переход к системе откупа налогов побуждал откупщиков нарушать правила по ограничению экспорта для контроля роста цен. Откупщики продавали сельскохозяйственные товары на европейских рынках с большей выгодой, что еще больше подрывало традиционный экономический порядок.

### Россия
В отличие от других стран, падение стоимости благородных металлов происходило не во второй половине XVI века, а в первой половине XVIII века. Связано это было с изолированностью России от остальной Европы вплоть до Петра Великого. Как и в Западной Европе, она выражалась в обесценивании денежного металла и громадном увеличении денежной массы, вследствие чего произошло быстрое и значительное повышение цен на все товары. В среднем цены за столетие выросли примерно в пять раз, причём главной причиной послужило нивелирование почти 10-кратного разрыва в ценах, который существовал на рубеже XVII—XVIII веков в России и западноевропейских странах. Эта революция цен оказала огромное влияние на экономику страны, в наибольшей степени последствия влияния проявились во второй половине XVIII века. Как и в Восточной Европе, возобладала сельскохозяйственная ориентация народного хозяйства. Она стала углубляться, развиваясь в направлении производства зерна, пеньки и льна. В составе российского экспорта доля сельскохозяйственных продуктов в 1710 году составляла 92 %, к 1725 году понизилась до 52 процентов, а затем снова стала расти и к началу XIX века достигла 72 %. Особенно прогрессировал вывоз зерна. Важнейшим фактором специализации российской экономики на производстве сельскохозяйственной продукции, помимо включения России в международное разделение труда, явилось неравномерное повышение цен на различные группы товаров в ходе революции цен: цены на сельскохозяйственные товары повысились больше (особенно на зерно), чем на ремесленно-промышленные. Это сказывалось отрицательно на темпах роста промышленности и миграции крестьян в города. Отсюда происходило замедление роста городов. Более быстрый рост цен на сельскохозяйственные товары заставлял многих горожан до последнего держаться за огород, пашню. Во второй половине XVIII века земледелие и скотоводство давали средства к жизни примерно половине городского населения. Возник постоянный дефицит государственного бюджета.

## Влияние второй революции цен
Вторая волна заметного повышения цен наблюдалась после того, как резко возросла добыча золота в Калифорнии и Австралии. Если за период 1821—50 общая добыча золота равнялась 28 698 375 тройских унций, то в последующие 30 лет (1851—80) она достигла 181 250 894 тройских унций, то есть увеличилась более чем в 6 раз. Рост производительности труда в золотодобывающей промышленности, а следовательно, и понижение стоимости золота обусловили повышение товарных цен за указанный период на 25—50 %. Это привело к росту стоимости жизни и ухудшению положения пролетариата, а также сыграло определённую роль в процессах концентрации промышленного производства. Однако степень этого влияния на экономику была не столь значительна, как при первой волне инфляции.